# Typhlatya monae
Typhlatya monae é uma espécie de crustáceo da família Atyidae.
É endémica do Porto Rico.